# النا پامپولووا
 النا پامپولووا (بلغاری: Елена Пампулова؛ زادهٔ ۱۷ مهٔ ۱۹۷۲) یک تنیس‌باز اهل بلغارستان است.